# Chrysler Cordoba
La Cordoba è un'autovettura mid-size a trazione posteriore con rifiniture lussuose che è stata prodotta dalla Chrysler dal 1975 al 1983 in due serie. È stata offerta in una sola versione, coupé due porte.

## La prima serie (1975-1979)
Le concorrenti principali della prima serie della Cordoba furono la Chevrolet Monte Carlo e la Ford Elite. Questa prima generazione del modello era basata sul pianale B del gruppo Chrysler. Era pertanto correlata alla Dodge Coronet ed alla Plymouth Satellite. Il progetto della Cordoba era però peculiare. Al debutto destò una buona impressione, in particolar modo per i fanali anteriori circolari, che ricordavano quelli delle Jaguar contemporanee. Nel 1978 la Cordoba subì un facelift ed i gruppi ottici furono modificati. Ora erano doppi e di forma rettangolare. In tal modo il modello assomigliava alle Chevrolet Monte Carlo prodotte dal 1976 al 1977.
Questa prima serie di Cordoba era equipaggiata con un motore V8 che poteva avere una cilindrata di 5,2 L, di 5,9 L o di 6,6 L. Dal 1977 furono ridotti i consumi. Il cambio era automatico a tre rapporti.
Questa prima serie di Cordoba è stato uno dei pochi modelli di successo della fine degli anni settanta della Chrysler. Nei primi anni in cui fu prodotta, la Cordoba rappresentava circa la metà dei volumi produttivi del marchio. Di questa prima serie di Cordoba ne furono assemblati 700.000 esemplari. 

## La seconda serie (1980–1983)
Nell'autunno del 1979 la Cordoba fu rivista completamente. Ora si basava sulla piattaforma J, che era quella su cui era costruita la Chrysler LeBaron. Rispetto alla serie precedente, la Cordoba fu accorciata ed alleggerita. Anche il motore fu rimpicciolito. Quello base era infatti un sei cilindri in linea da 3,7 L che era estremamente affidabile, ma poco potente per essere installato su una grossa coupé. Erano invece opzionali un V8 da 5,2 L (solo per il 1980) ed un V8 da 5,9 L. Anche su questa seconda serie di Cordoba il cambio era automatico a tre rapporti.
A causa della crisi energetica del 1979, che penalizzò i veicoli dai consumi elevati, le vendite della Cordoba ebbero una decisa flessione. La Chrysler puntò quindi su modelli più piccoli a trazione anteriore e decise di togliere di produzione la Cordoba. Di questa seconda serie di Cordoba ne furono realizzati 95.000 esemplari.